# Turn-Europameisterschaften 1963 (Frauen)
Die vierten Turn-Europameisterschaften der Frauen fanden 1963 in Paris statt. Die bislang dominierenden Mannschaften aus Rumänien und der Sowjetunion reisten wie alle anderen Staaten des Ostblocks nicht an, sodass Schweden und die Niederlande ihre bislang einzigen EM-Medaillen erringen konnten.

## Teilnehmer
| - Belgien - Dänemark - BR Deutschland - Finnland - Frankreich | - Italien - Jugoslawien - Niederlande - Österreich | - Portugal - Schweden - Spanien - Vereinigtes Königreich |

## Ergebnisse

### Mehrkampf
|      |                |        |
| Rang | Athletin       | Punkte |
| 1    | Mirjana Bilić  | 37.232 |
| 2    | Solveig Egman  | 37.131 |
| 3    | Ewa Rydell     | 36.966 |
| ...  |                |        |
| 7    | Ursula Schepan | 35.899 |

### Gerätefinals
| Rang | Athletin       | Punkte |
| ---- | -------------- | ------ |
| 1    | Solveig Egman  | 19.032 |
| 2    | Thea Belmer    | 18.799 |
| 3    | Jannie Viersta | 18.732 |

| Rang | Athletin      | Punkte |
| ---- | ------------- | ------ |
| 1    | Thea Belmer   | 18.766 |
| 2    | Tereza Kočiš  | 18.733 |
| 3    | Solveig Egman | 18.566 |

| Rang | Athletin             | Punkte |
| ---- | -------------------- | ------ |
| 1    | Ewa Rydell           | 19.033 |
| 2    | Tereza Kočiš         | 18.500 |
| 3    | Mirjana Bilić        | 18.400 |
| 4    | Jacqueline Dieudonne | 18.366 |
| 5    | Theresa Hüth         | 18.333 |

| Rang | Athletin      | Punkte |
| ---- | ------------- | ------ |
| 1    | Mirjana Bilić | 18.932 |
| 2    | Solveig Egman | 18.899 |
| 3    | Tereza Kočiš  | 18.766 |

## Medaillenspiegel
|      |             |   |   |   |       |
| Rang | Land        |   |   |   | total |
| 1    | Jugoslawien | 2 | 2 | 2 | 6     |
| 1    | Schweden    | 2 | 2 | 2 | 6     |
| 3    | Niederlande | 1 | 1 | 1 | 3     |